# Антарктична авіаційна експедиція Лінкольна Елсворта (1933-1939)

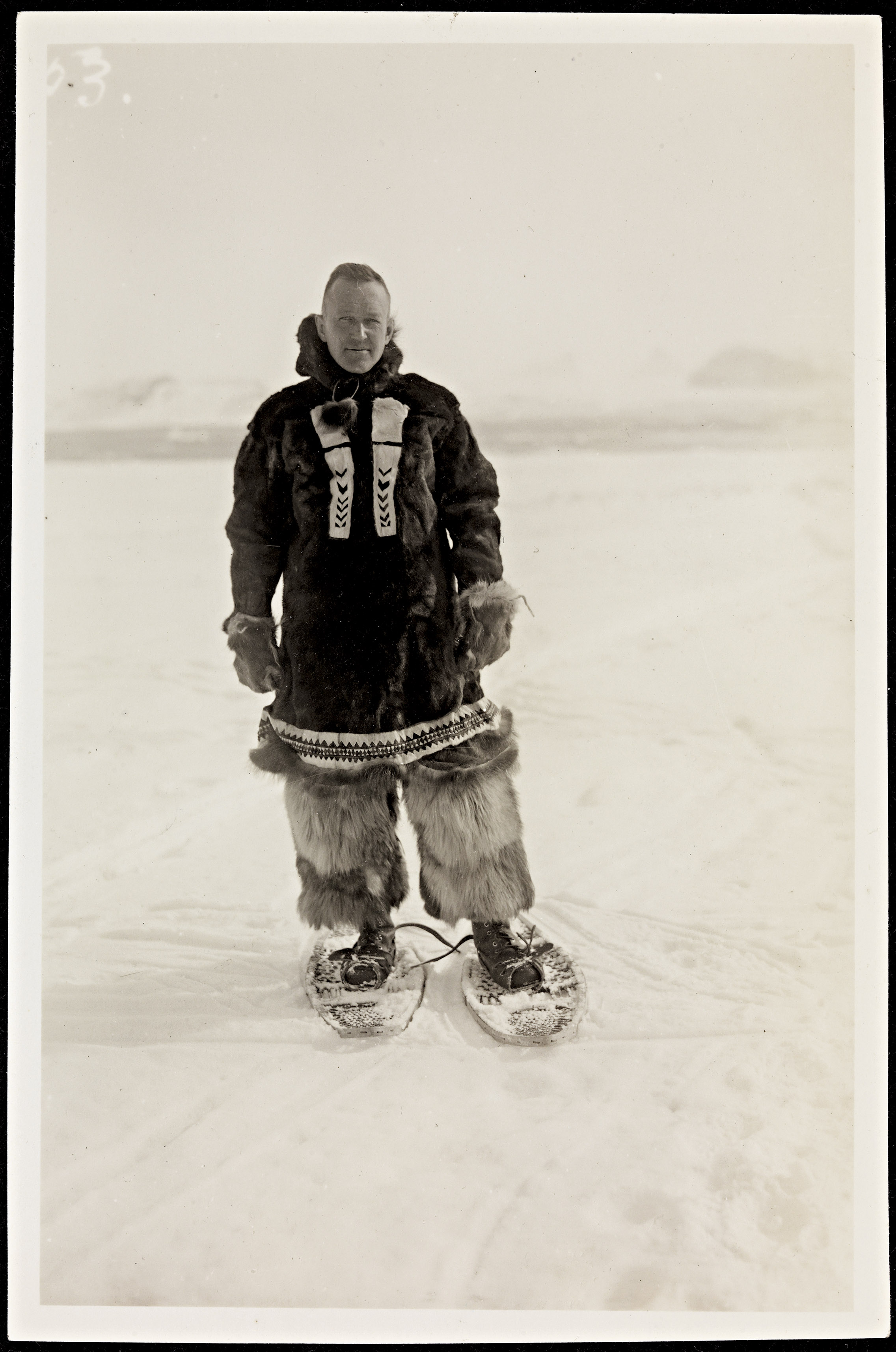
Лінкольн Елсворт, 1926

Антарктична авіаційна експедиція Лінкольна Елсворта (1933-1939)- складалась з чотирьох антарктичних експедицій, які фінансував, очолював та у них брав участь американський льотчик, полярний дослідник та мільйонер Лінкольн Елсворт. 23 листопада 1935 року він здійснив перший перетин Антарктиди повітряним шляхом (був знайдений ланцюг гір, названий його ім'ям — це частина Трансантарктичного хребта).
Про нього він почав мріяти ще в Лондоні у 1913 році, після богослужіння, присвяченому пам'яті Роберта Скотта та його товаришів.
Спроби здійснити цей політ у 1933 та 1934 році були безрезультатними. Експедиція з різних причин поверталася до США.
11 січня 1939 року Лінкольн Елсворт здійснив другий успішний трансконтинентальний переліт. Землю Елсворт, гору Елсворт та озеро Елсворт назвали на його честь.

## Історія

### План перетину Антарктиди

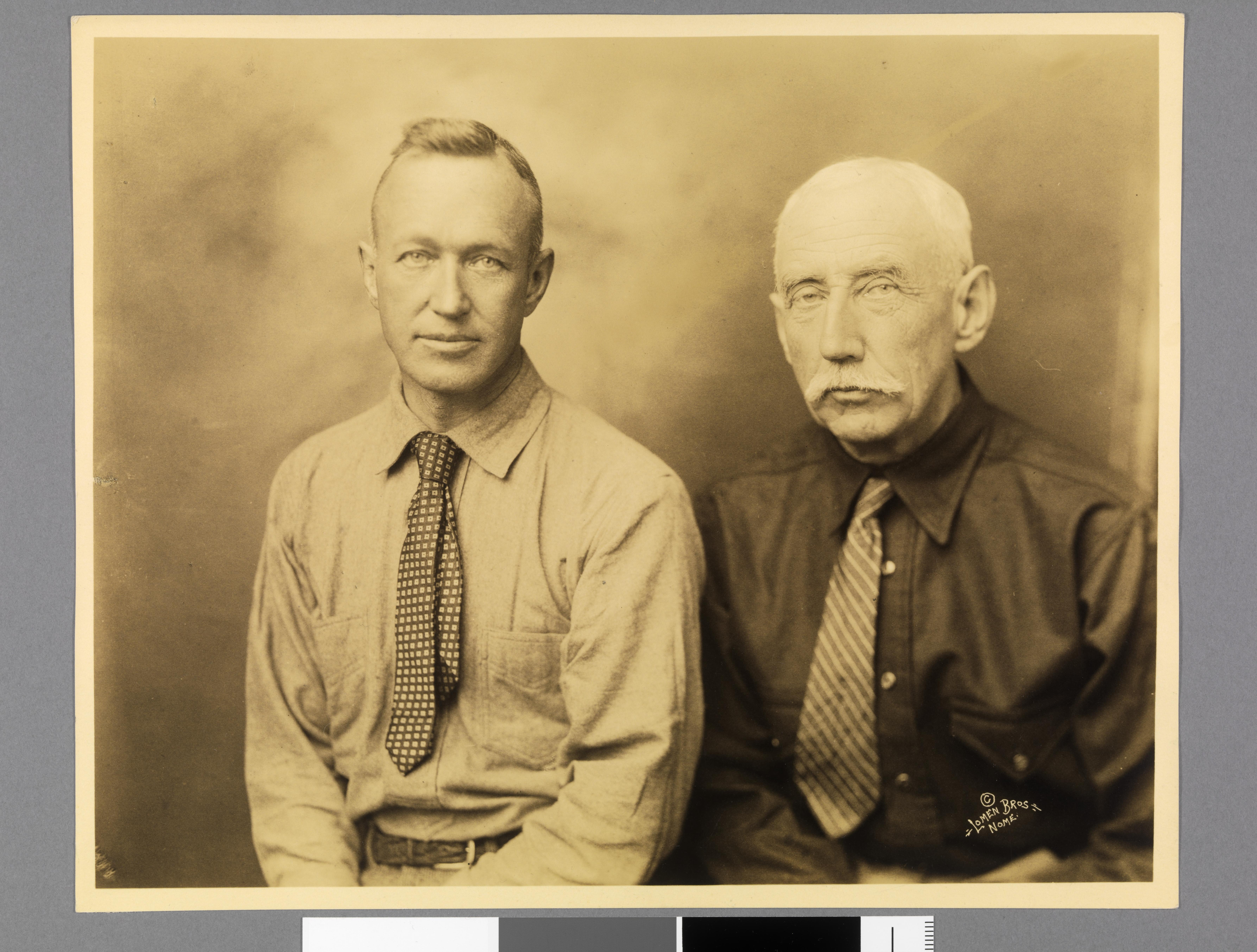
Лінкольн Елсворт, Руаль Амудсен

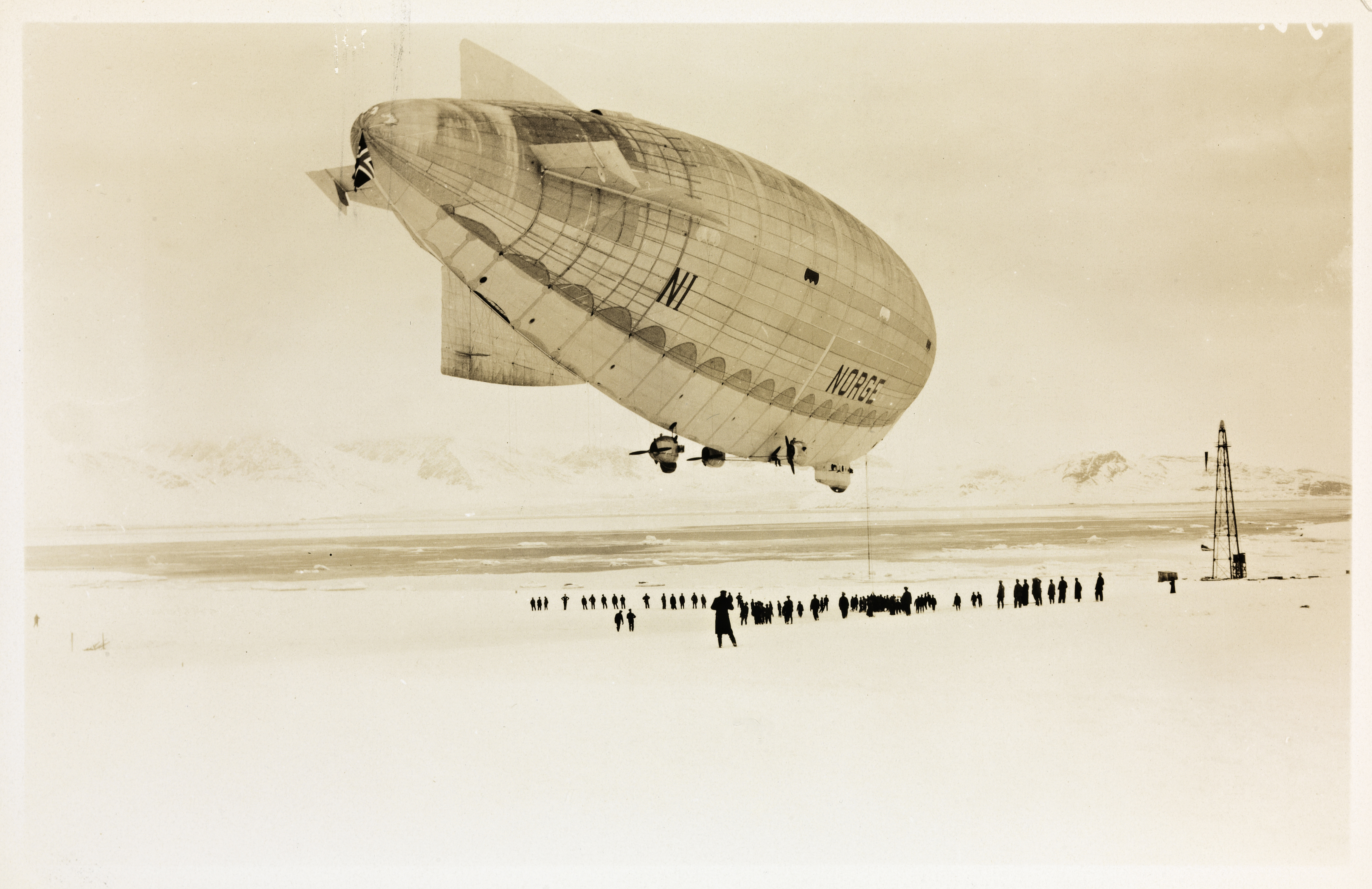
Дирижабль «Норге»

Лінкольн Елсворт вже мав досвід польотів в Арктиці. У 1924 році він для експедиції
Руаля Амундсена, з метою організації польоту до Північного полюса, придбав два літаки та запропонував свої послуги. Політ відбувся у 1925 році, але заповітної точки вони не досягли й насилу повернулися на Шпіцберген.
У 1926 році був здійснений їх спільний трансарктичний політ від Шпіцбергену до Аляски на дирижаблі «Норге».
Тому знавши про можливості літаків Елсворт зробив висновок, що майже в будь-якому районі антарктичного льодовикового купола, можливі зліт і посадка літака на лижах.
За його планом, який був опублікований у 1931 році, летіти потрібно було з одного кінця континенту до іншого лише в гарну погоду, а при найменших ознаках погіршення погоди сідати й чекати, поки знову не наступить стійка льотна погода. Судно, висадивши льотну експедицію на одному краю континенту, мало піти на протилежний і там прийняти на борт льотчиків. В цьому випадку їм не потрібно було дбати про запаси пального на зворотний шлях.

## Хід експедиції

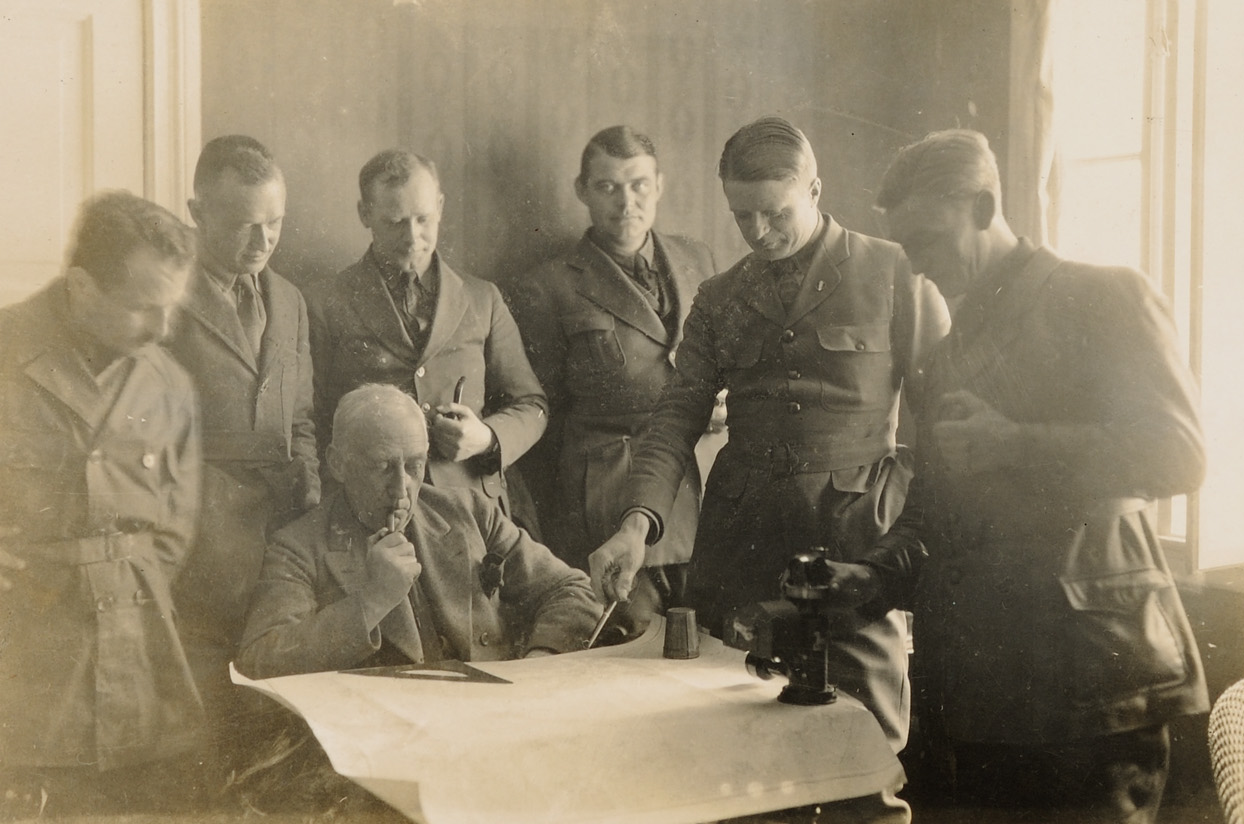
Учасники експедиції обговорюють політ з Амундсеном, який сидить у центрі за столом.

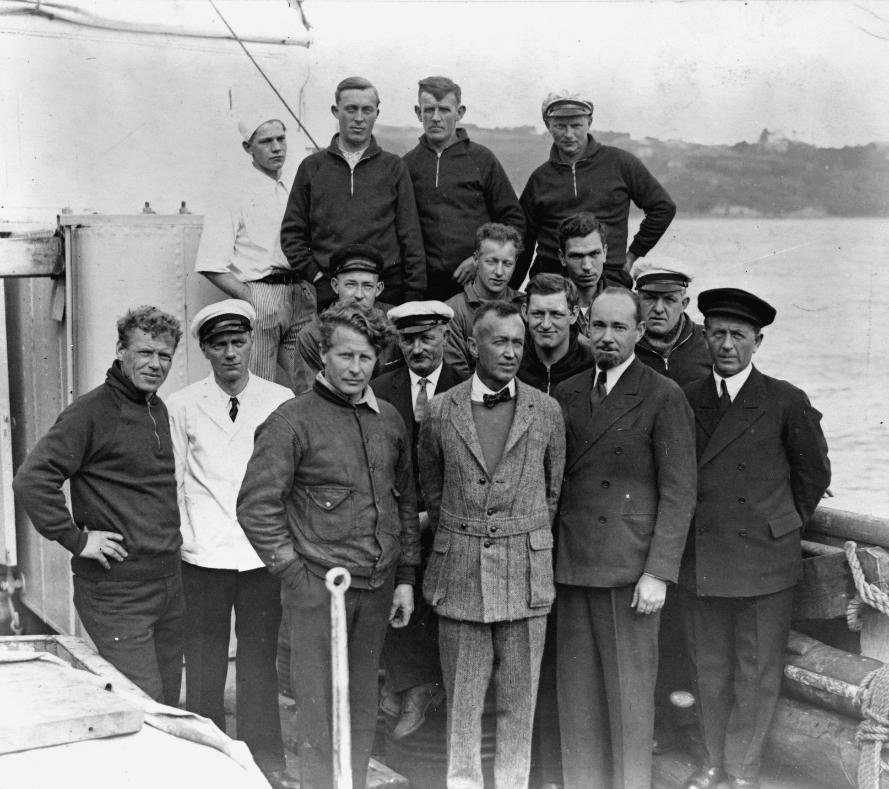
Члени експедиції Еллсворта в Антарктиду, на борту корабля 1933 рік

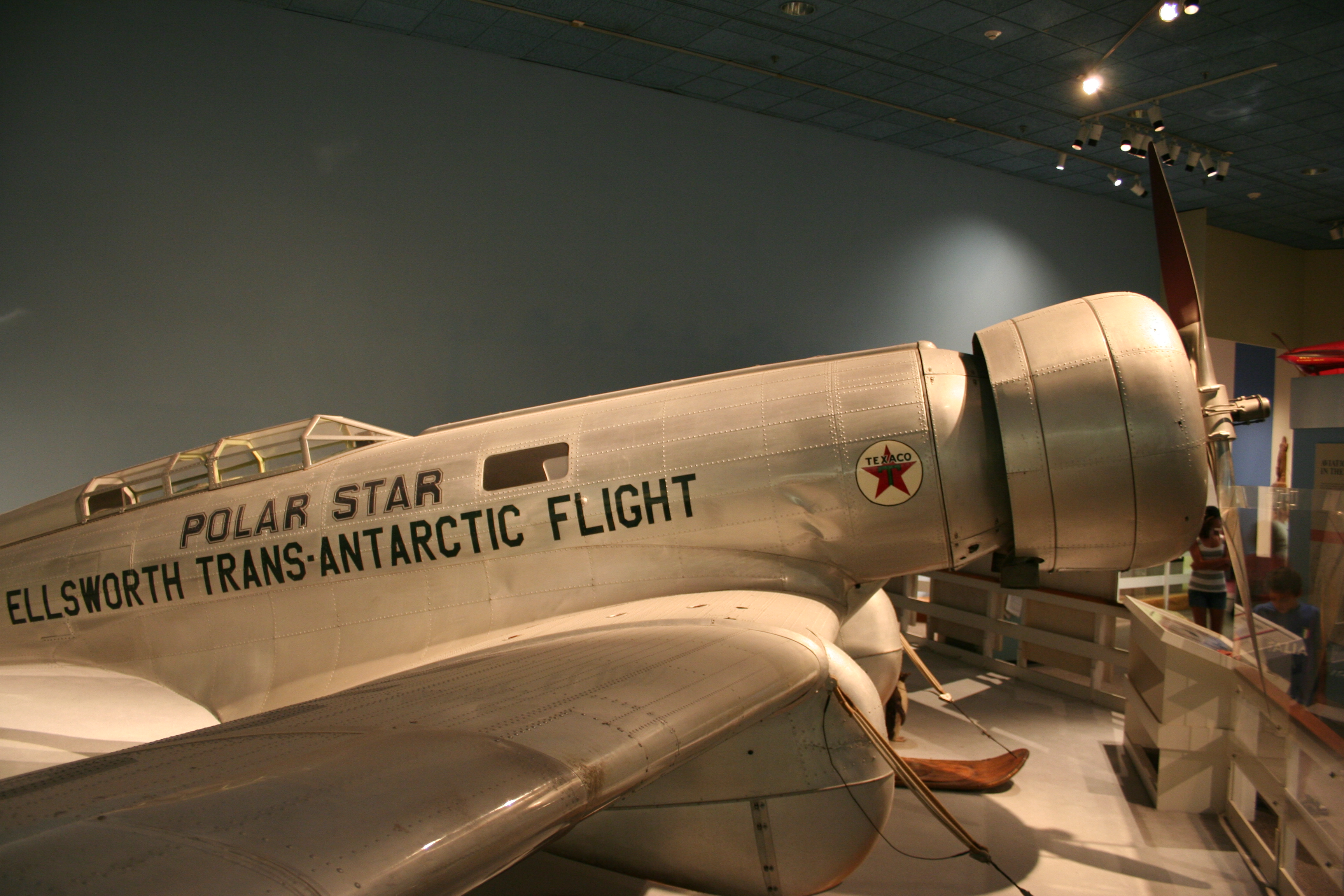
Полярна зірка в Національному музеї повітря і космосу. Вашингтон, округ Колумбія

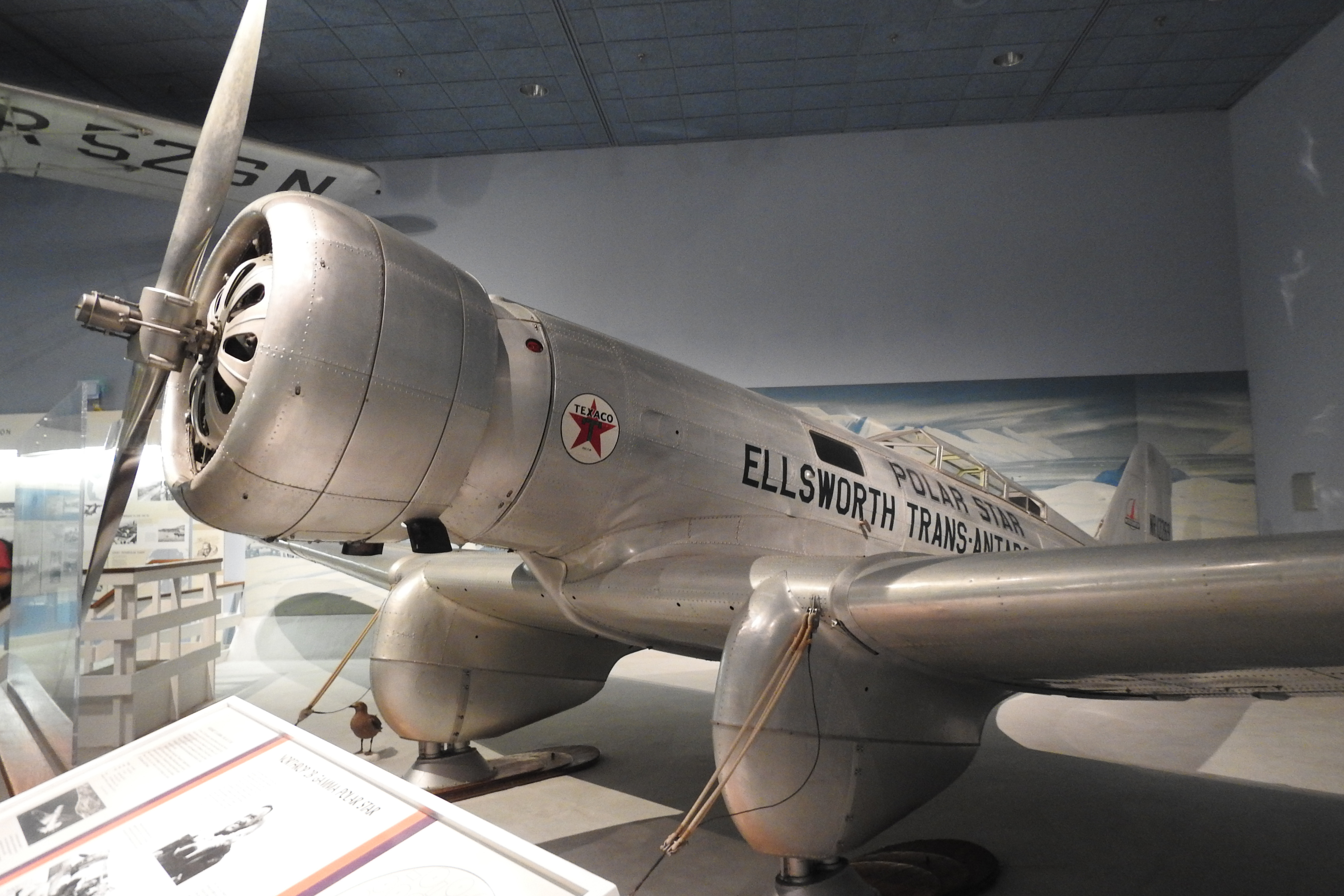
Національний повітряно-космічний музей

### 1933 рік
У 1933 році прибувши у Китову бухту, літак Елсворта (вивантажений на морський лід) мав намір летіти до моря Ведделла. Льотчики здійснили перші випробувальні польоти. Але під час шторму лід зламало, літак отримав пошкодження й від основного польоту в цей сезон довелося відмовитися. Експедиція повернулася до Нової Зеландії.
Наступного сезону Лінкольн Елсворт вирішив здійснити політ від моря Ведделла до моря Росса. Місцем старту був обраний острів Десепшен, але здійснити політ не вдалося через погану погоду.

### Перший успішний трансантарктичний політ
У листопаді 1935 року на острів Данді, що розташований на 80 миль на північ від Сноу-Хілла, була доставлена експедиція в якій супроводжували Елсворта Хуберт Уілкінс та канадський пілот Холлік-Кеньон.
21 листопада 1935 року вони разом вилетіли на південь, але повернулися через несправність паливного бака.
23 листопада 1935 року літак «Полярна зірка» успішно стартував. Лінкольн Елсворт виконуючи обов'язки штурмана, проклав курс до моря Росса. Літак летів уздовж східних берегів Землі Грейама, та покритого льодом вузького каналу, який Елсворт упізнав як протоку Стефансона, відкритого Вілкінсом під час польотів в 1928 році. Згодом було встановлено, що це глибока затока.
За 70-ю паралеллю літак перетнув високий гірський хребет. Гострі гірські вершини серед снігу і льоду Елсворт назвав Етерніті (Вічність).
Попри те, що їх передавач вийшов з ладу, літак продовжив політ. Пролетівши 80 ° західної довготи, Елсворт скинув американський прапор і назвав простори Антарктиди, що між 80 і 120 ° західної довготи, Землею Джемса Елсворта, на честь свого батька. Ізольований гірський хребет отримав назву Sentinel«Сентінел» (Вартовий). Центральну вершину цього хребта Елсворт назвав на честь своєї дружини горою Мері Луїзи Улмер. Згодом цей хребет виявився частиною цілої гірської системи, яка була названа горами Элсворта, вже на честь Лінкольна Элсворта.
Після перебування у повітрі 14 годин, Елсворт визначивши за сонцем місце посадки (табір № 1): 79 ° 15 'південної широти та 102 ° 35' західної довготи літак успішно сів. Частина плато висотою близько 2000 метрів над рівнем моря де вони перебували, Елсворт назвав ім'ям свого товариша по перельоту — плато Холлік-Кеньона.
Через 19 годин вони злетіли, але через погану видимість літак здійснив посадку. У таборі № 2 вони просиділи три доби.
27 листопада літак «Полярна зірка» піднявся в повітря, але через 90 миль знову змушен був сісти через туман та заметіль.
3 грудня вони злетіли знову, обравши кінцевим пунктом свого польоту Літл-Америку II — базу експедиції Берда. Але льотчик змушений був спланувати на поверхню шельфового льодовика, бо скінчилося пальне. Через кілька днів пішки, з невеликими саньми й десятиденним запасом продовольства, вони знайшли та оселилися в одному з будинків покинутої рік тому бази, де було все необхідне для життя.
Коли обірвався зв'язок з літаком Елсворта, за наказом урядів Великої Британії, Австралії та Нової Зеландії, Комітет «Діскавері» направив корабель у морі Росса на пошуки льотчиків.
Через місяць, 15 січня 1936 року до них прийшло допоміжне судно «Діскавері-П», на борту якого Елсворт з літаком «Полярна зірка» вирушив до Австралії.

### Другий трансконтинентальний переліт
У 1938 році Лінкольн Елсворт на австралійському дослідницькому судні «Уайт Ерп», у четвертий раз, відправився до берегів Антарктиди. Його метою було здійснити другий трансконтинентальний переліт від Індійського океану до моря Росса. Курс пролягав в південну частину Індійського океану. 45 днів пробивалося невелике судно через пояс важких льодів, й тільки на початку січня 1939 року наблизилося до берегів Антарктиди. Був здійснений розвідувальний політ в глиб континенту.
11 січня 1939 року на невеликому лижному літаку Елсворт та пілот Лімбарнер злетіли з точки 68 ° 30 'південної широти й 79 ° східної довготи і полетіли на південь прямо по меридіану. Замість величних гірських хребтів, відразу ж за бар'єром на схід, захід і південь простирался льодовиковий купол, що круто підіймався на південь, а в 400 кілометрах від берега його висота поверхні була вже близько 3000 метрів над рівнем моря. На 72 ° південної широти Елсворт, скинув циліндр з американським прапором і запискою, яка сповіщала, що
|  | ...область на південь від 70 ° на відстані 150 миль на схід, 150 миль на захід від лінії польоту, а також 150 миль на південь від 72 ° південної широти й 79 ° східної довготи є власністю Сполучених Штатів. Дослідження датуються 11 січням 1939 року. Лінкольн Елсворт |

 Цю область, що являє собою частину Землі Принцеси Єлизавети, Елсворт назвав Американським нагір'ям.
Від 72 ° південної широти літак ліг на зворотний шлях і здійснив посадку. Під час експедиції в районі узбережжя були обстежені виходи гірських порід і зібрані геологічні зразки, після чого «Уайт Ерп» покинув антарктичні води.